# Tom Colley
Thomas "Tom" Colley (Toronto, Ontario, 1953. augusztus 21. – 2021. november 17.) kanadai jégkorongozó.

## Pályafutása
Komolyabb junoir karrierjét 1971-ben az OHA-ban kezdte a Niagara Falls Flyers csapatában. A következő idényben a Sudbury Wolvesban játszott, mert a niagarai csapat átköltözött Sudbury-be. Itt 117 pontot szerzett. Kétszer draftolták: a Minnesota North Stars az 1973-as NHL-amatőr drafton a negyedik kör 57. helyén, majd a New England Whalers az 1973-as WHA-amatőr drafton a harmadik kör 38 helyén. 
Profi karrierjét az AHL-ben kezdte a New Haven Nighthawksban. 1974-ben egy mérkőzésre felhívták a North Starsba. Soha többet nem játszott az National Hockey League-ben. Ezután hat idényt játszott még a New Haven Nighthawksban. Legjobb szezonjában 93 pontot szerzett, mégsem hívták fel a North Starsba. 1981-ben vonult vissza az AHL-es Binghamton Whalersből. Még öt szezont töltött a Collingwood Royalsnál, mely senior szintű csapat.